# KLM
För andra betydelser, se KLM (olika betydelser).
KLM Royal Dutch Airlines (nederländska: Koninklijke Luchtvaart Maatschappij, bokstavligen Kungliga Luftfartsbolaget; vanlig engelsk översättning: Royal Dutch Airlines) är det nationella flygbolaget i Nederländerna och är del av Air France-KLM. KLM:s huvudkontor ligger i Amstelveen, nära deras bas på Amsterdam-Schiphols flygplats.
KLM gick samman med Air France i maj 2004 och skapade Air France-KLM som är bildat enligt fransk lag med säte på Paris-Charles de Gaulle flygplats. Både Air France och KLM fortsätter att flyga under sina olika varumärken. Air France-KLM är en del av SkyTeam-alliansen med bland andra Aeroflot, Aeromexico, Air Europa, Alitalia, China Southern Airlines, Czech Airlines, Delta Air Lines, Kenya Airways, Korean Air, Tarom och Vietnam Airlines.

## Historia
KLM grundades 1919 Koninklijke Luchtvaart Maatschappij som ett av de första kommersiella flygbolagen. Bakgrunden till grundandet var en flygutställning som varit en stor succé och bidragit till ett stort intresse för flyg i Nederländerna. Albert Plesman hade sponsrat utställningen och blev även KLM:s första chef. KLM fick redan innan sitt grundande rätten att kalla sig kungligt av drottning Vilhelmina av Nederländerna. Den första flygningen ägde rum 1920 från London till Amsterdam. 1924 följde den första interkontinentala flygningen till Jakarta i dåvarande Nederländska Indien, dagens Indonesien.
Gerrit Johannis Geysendorffer gjorde sig i slutet av 1920-talet känd för KLM:s pionjärlångflygningar mellan Nederländerna och Nederländska Indien (nutida Indonesien). Han var kapten på den DC-3 som vid flygolyckan på Kastrup den 26 januari 1947 orsakade samtliga 22 ombordvarande människors död, däribland Sveriges tronarvinge Gustaf Adolf.

## Flotta

### Nuvarande flotta

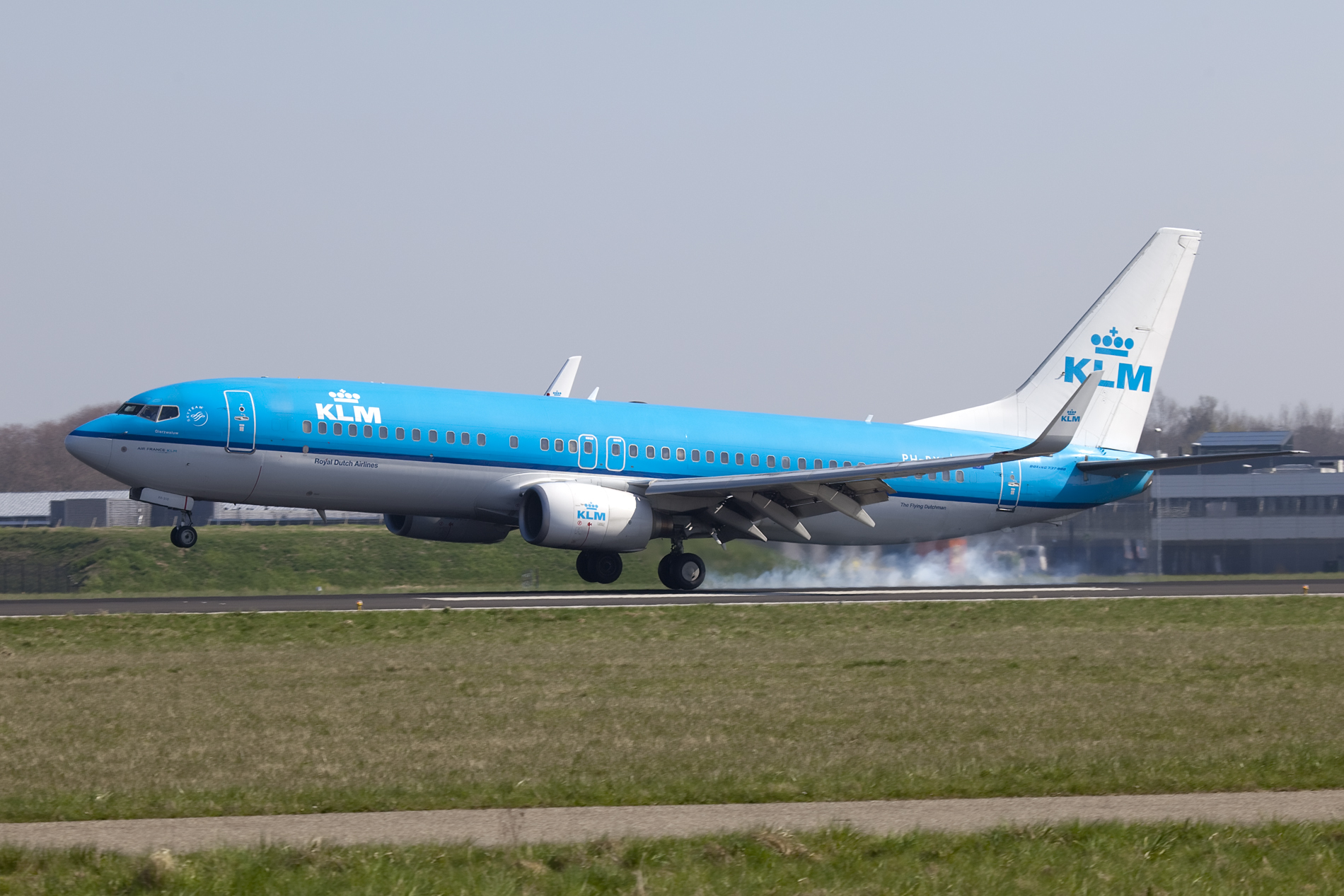
Boeing 737-800.

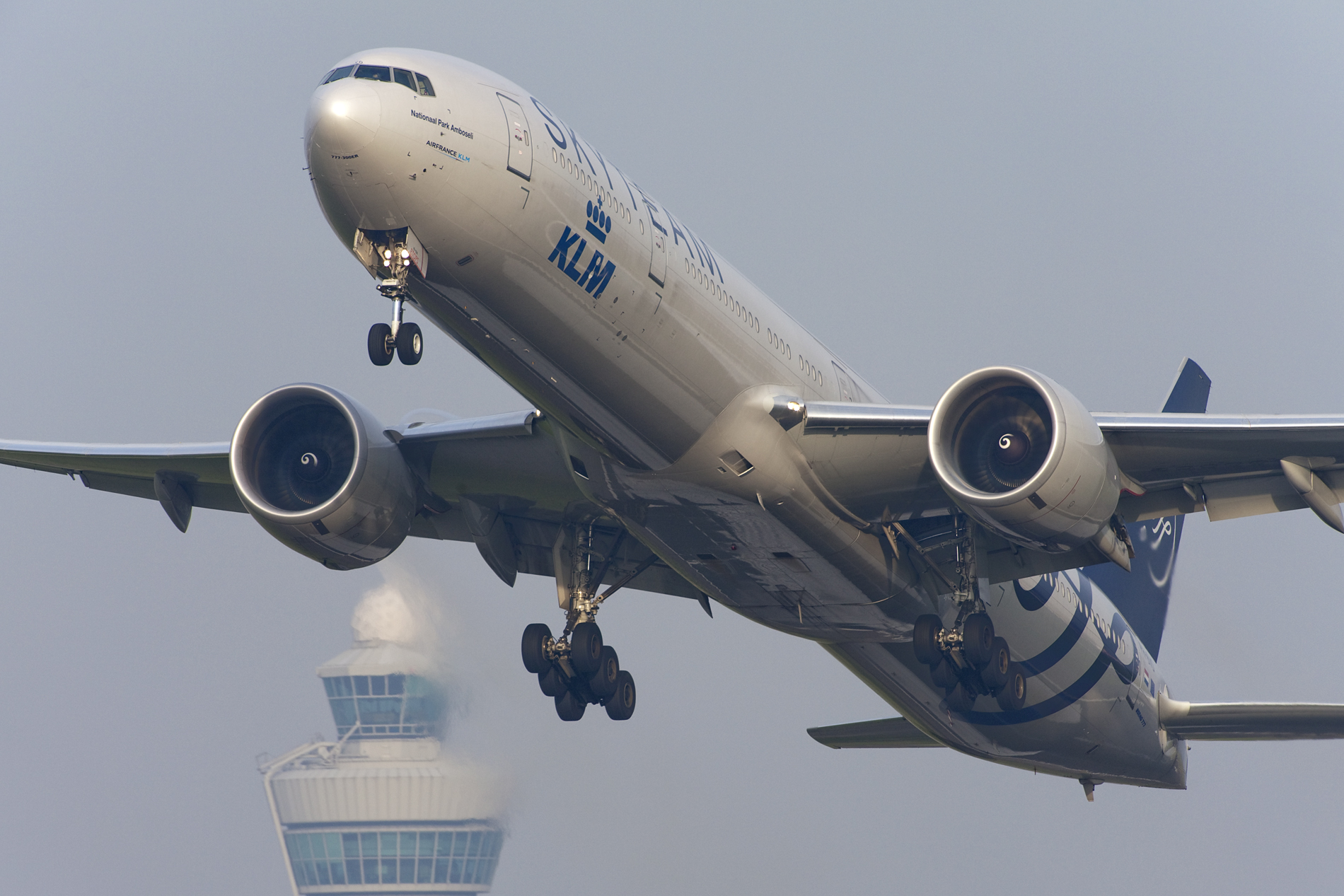
Boeing 777-300 Skyteam livery.

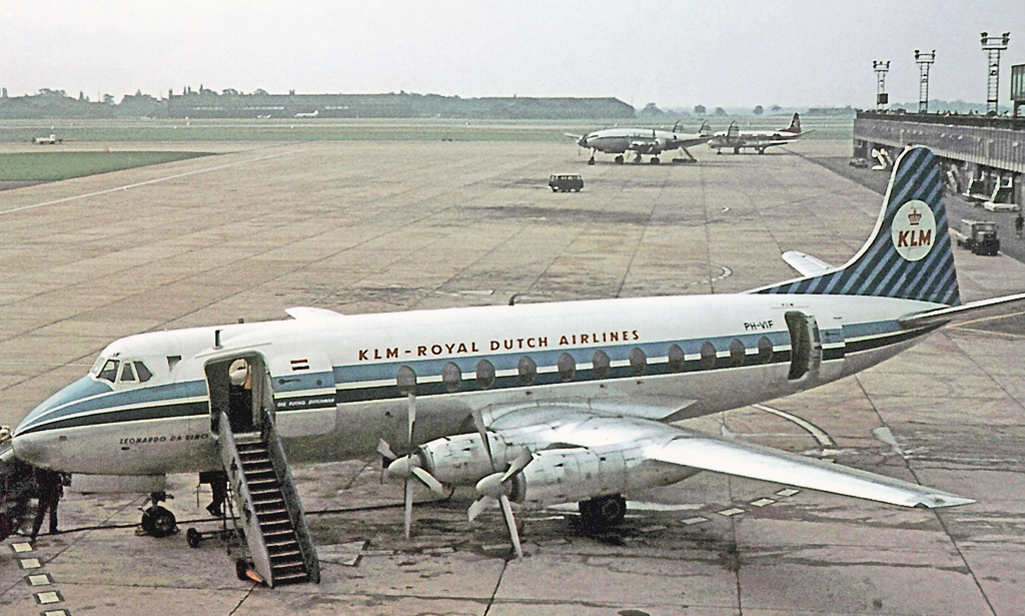
Vickers Viscount

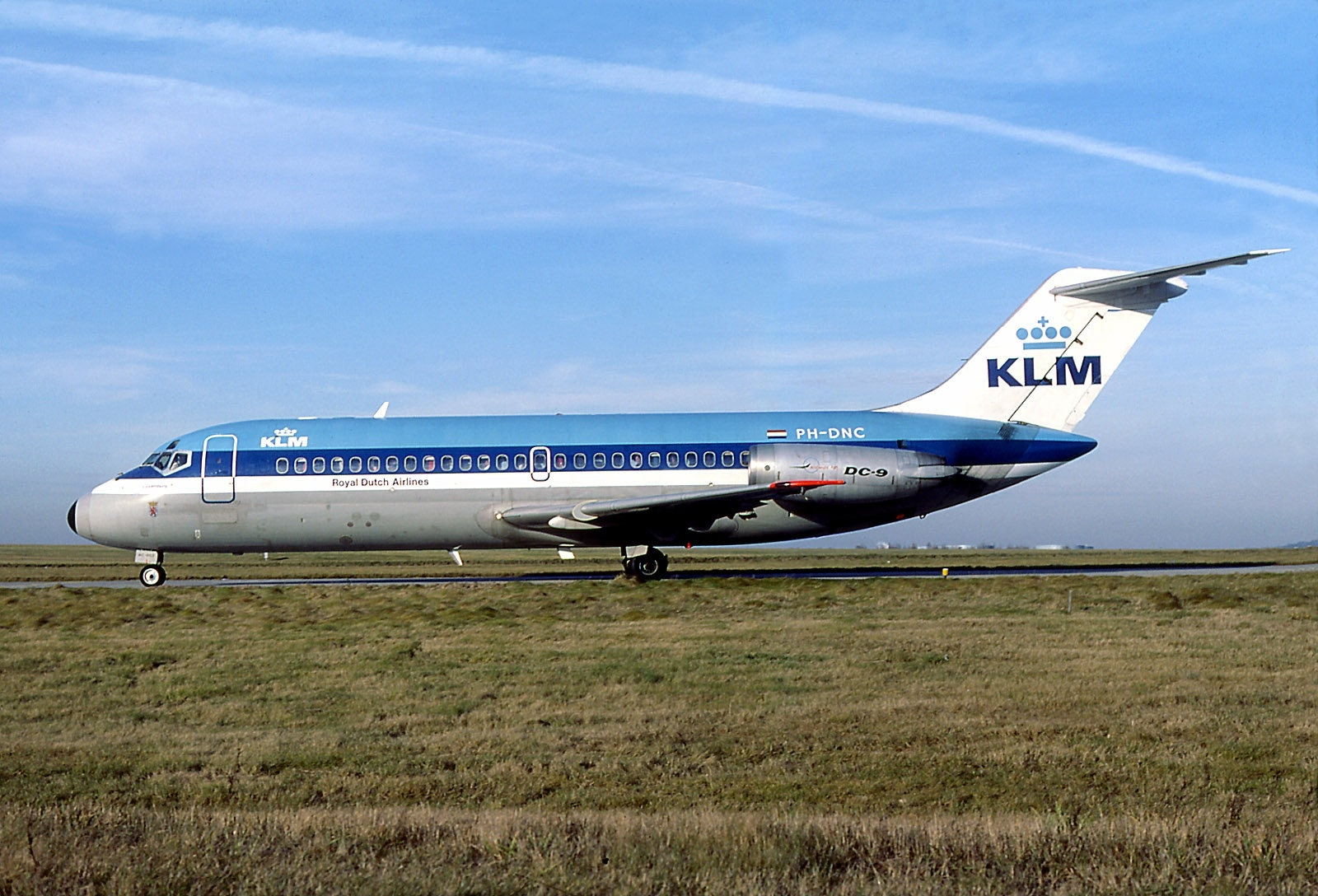
Douglas DC-9-15

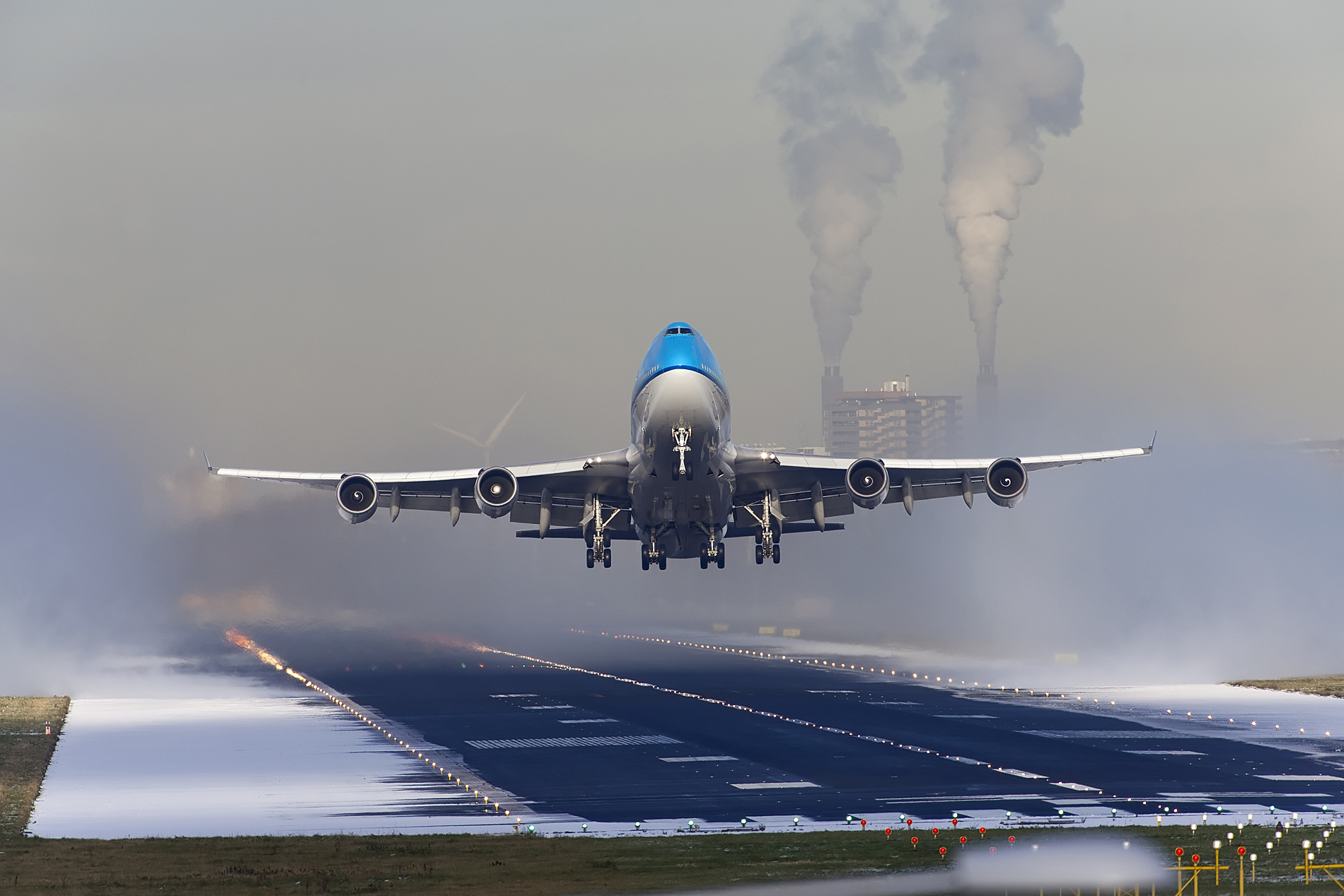
Boeing 747-400

| Flygplan          | Antal | Order | Passagerare (Business/ Economy Comfort/ Economy) | Övrigt                  |
| ----------------- | ----- | ----- | ------------------------------------------------ | ----------------------- |
| Airbus A330-200   | 12    | 0     | 243 (30/31/182)                                  |                         |
| Airbus A330-300   | 4     | 1     | 292 (30/40/222)                                  |                         |
| Airbus A350-900   | 0     | 7     | ? (?/?/?)                                        |                         |
| Boeing 737-700    | 18    | 0     | 122 (20/12/90)                                   |                         |
| Boeing 737-800    | 25    | 0     | 164 (20/24/120)                                  |                         |
| Boeing 737-900    | 5     | 0     | 178 (28/18/132)                                  |                         |
| Boeing 777-200ER  | 15    | 0     | 320 (35/34/251)                                  |                         |
| Boeing 777-300ER  | 8     | 5     | 425 (35/40/350)                                  |                         |
| Boeing 787-9      | 10    | 4     | 294 (30/48/216)                                  | 2015-2024               |
| Embraer 190ER     | 28    | 2     | 100 (8/92)                                       | (KLM Cityhopper)        |
| Fokker 70         | 20    | 0     | 76 (6/70)                                        | (KLM Cityhopper)        |
| KLM Cargo         |       |       |                                                  |                         |
| Boeing 747-400ERF | 4     | 0     | Frakt                                            | Utlånade till Martinair |
| Total             | 165   | 38    |                                                  |                         |

### Historisk flotta
KLM har tidigare flugit bland annat:
- Airbus A310
- Boeing 737-300, -400
- Boeing 747-200, -300, -400
- Boeing 767-300
- Convair 240
- Convair 340 Metropolitan
- Convair 440 Metropolitan
- Douglas DC-2
- Douglas DC-3/C-47
- Douglas DC-4
- Douglas DC-5
- Douglas DC-6
- Douglas DC-7
- Douglas DC-8
- Douglas DC-9
- Douglas DC-10
- Fokker F-27 Friendship
- Fokker 100
- Lockheed L-188 Electra
- Lockheed L-049 Constellation
- Lockheed L-749 Constellation
- Lockheed L-1049 Super Constellation
- McDonnell Douglas MD-11 (sista flyg 11 november 2014)
- Vickers Viscount

## Kabinklasser
KLM erbjuder Business class och Economy class på alla flygplan. På långdistansplanen erbjuds även en tredje klass, Comfort Economy. På kortdistansplanen, kallas Business Class för Europe Select, medan Business Class kallas World Business Class på långdistansplanen.

## Tjänster

### Underhållning ombord
KLM:s underhållningssystem finns tillgängligt i alla klasser på alla wide-body flygplan och erbjuder audio/video on demand (AVOD) till alla passagerare. Systemet innehåller interaktiv underhållning med filmer, TV-program, musik, spel och språkkurser. Cirka 80 filmer finns tillgängliga på flera språk, inklusive nypremiärer, klassiker och världsfilmer. Urvalet ändras varje månad. Underhållningssystemet ombord kan användas för att skicka SMS och e-postmeddelanden till marken. Panasonics 3000i-system är installerat på alla Boeing 747-400, Boeing 777-200ER och de flesta Airbus A330-200. Alla Airbus A330-300 och Boeing 777-300ER samt vissa Airbus A330-200 är utrustade med Panasonics eX2-system för underhållning ombord.